# .222 Remington
Il .222 Remington, noto anche come 5,56 x 43 mm (che sono rispettivamente le misure di diametro della palla e lunghezza del bossolo), è una cartuccia da fucile, caratterizzata per la sua elevata velocità di volata.
È stato introdotto nel 1950 per la prima volta su un fucile Remington Model 722 bolt action. Da esso è poi derivato il .223 che divenne poi standard per le forze armate.